# Manuel Cortez
Manuel Armando Cortez Campeao (ur. 24 maja 1979 we Fryburgu Bryzgowijskim) – niemiecko-portugalski aktor, stylista, fotograf i reżyser. Jego pełne nazwisko jest w połowie hiszpańskie i w połowie portugalskie, ale używa tylko hiszpańskiego Cortez.

## Życiorys

### Wczesne lata
Urodził się we Fryburgu Bryzgowijskim. Jego matka jest w połowie Niemką, w połowie Portugalką, jego ojciec jest w połowie Hiszpanem, a w połowie Portugalczykiem. Wychował się w Lizbonie, gdzie już w wieku dziesięciu lat uczęszczał do szkoły teatralnej dla dzieci, a następnie odbył szkolenie aktorskie i śpiewu w Konserwatorium Stowarzyszenia Młodych Aktorów w Lizbonie. Odbył również staż jako fryzjer i charakteryzator ze szczególnym uwzględnieniem makijażu / efektów specjalnych.

### Kariera
Stał się znany szerszej publiczności dzięki występom w filmach takim jak Czy ryby to robią? (Fickende Fische, 2002) jako Alf, Noc żywych kretynów (Die Nacht der lebenden Loser, 2004) jako Wurst, Bez limitu (Autobahnraser, 2004) jako Bülent u boku Luke’a Wilkinsa. W telewizyjnej komedii romantycznej ZDF Panna młoda nic nie wiedziała (Und die Braut wusste von nichts, 2002) z Julią Jentsch zagrał postać Miguela. W telenoweli Sat.1 B jak Brzydula (Verliebt in Berlin, 2006) wystąpił jako Rokko Kowalski.
W 2008 zasiadał w jury ekspertów drugiego sezonu Are U Hot? kanału muzycznego VIVA. W 2009 tańczył w programie telewizyjnym Yes, we can dance (Tak, możemy tańczyć). W 2011 pracował jako fotograf podczas zdjęć z Majorki w reality show Die Model-WG. Od 2011 do kwietnia 2012 grał Luca Benzoniego w telenoweli ORF 1 Anna und die Liebe (Anna i miłość).
W drugim i trzecim sezonie X Factor pracował jako dyrektor artystyczny. W 2013 wygrał szósty sezon pokazu tańca Let’s Dance. Jego partnerką była tancerka Melissa Ortiz-Gomez. Tańczył również w dwuczęściowej specjalnej edycji tego formatu tuż przed Bożym Narodzeniem 2013, tym razem z profesjonalną tancerką Oaną Nechiti. W 2014 wziął udział w programie VOX Celebrity Shopping Queen. Musiał opuścić Hell’s Kitchen po piątej transmisji.
W latach 2015–2017 był prezenterem niemieckiego programu telewizyjnego Schrankalarm (alarm szafowy), gdzie wraz ze swoją ówczesną dziewczyną Miyabi Kawai odwiedzał widzów w ich domach i udzielał im porad odnośnie do stylu i mody. W 2018 brał udział w drugim sezonie Global Gladiators.

## Życie prywatne
Zamieszkał w Berlinie. W 2012, na skutek wypadku podczas uprawiania wakeboardingu doznał uszkodzenia bębenka usznego, co spowodowało, że pozostało mu jedynie w 80% słuchu w prawym uchu i 65% w lewym. Zapalenie ucha środkowego w dzieciństwie dodatkowo wpływa na postęp ubytku słuchu. Od tego momentu używał aparatu słuchowego Signia Styletto Connect.

## Filmografia

### Filmy
- 2000: Zwei vom Blitz getroffen (TV) jako Basti
- 2001: Sieben Tage im Paradies (TV) jako kelner Miguel
- 2003: Eiskalte Freunde (TV) jako Boger
- 2004: Noc żywych kretynów (Die Nacht der lebenden Loser) jako Wurst
- 2008: Gonger - Das Böse vergisst nie (TV) jako Eike Oswald
- 2009: Przypadkowy świadek (Fire!) jako Eric Simon
- 2011: Dating Lanzelot jako Milan
- 2012: Człowiek robi, co może (Mann tut was Mann kann) jako Rodriguez
- 2016: Pożegnanie z Europą (Vor der Morgenröte) jako Maitre
- 2018: Fünf Freunde und das Tal der Dinosaurier jako Pedro Mendes
- 2019: Ein Sommer in Salamanca (TV) jako Pablo

### Seriale TV
- 2002: In aller Freundschaft jako Christian Brehm
- 2006: B jak Brzydula (Verliebt in Berlin) jako Robert „Rokko” Kowalski
- 2008: Angie jako Boris Steinkamp
- 2008: FunnyMovie jako Roque
- 2014: Kobra – oddział specjalny jako Flo
- 2014: Schmidt - Chaos auf Rezept jako Gio
- 2016: Krąg miłości jako producent muzyczny Mike Maska
- 2016: Notruf Hafenkante jako farmaceuta Osman
- 2016: Jednostka specjalna „Dunaj” jako Max Zadra
- 2017: Bad Cop: Kriminell gut jako Marcos Pinto
- 2018: Löwenzahn jako Gigi